# Muž na hraně
Muž na hraně (v anglickém originále Man on a Ledge, v doslovném překladu „muž na římse“) je americký kriminální film z roku 2012. Natočil jej dánský režisér Asger Leth podle scénáře Pabla F. Fenjvese. V hlavních rolích bratrů Cassidiových účinkovali Sam Worthington a Jamie Bell spolu s policejní vyjednavačkou v podání Elizabeth Banksové. Do českých kin film uvedla od 9. února 2012 společnost Hollywood Classic Entertainment.

## Děj
Nick Cassidy (Sam Worthington) je bývalý policista, který byl odsouzen do vězení za krádež velkého diamantu „Monarchy“ bohatému podnikateli Davidu Englanderovi (Ed Harris). Po třech letech však uprchl a nyní stojí na římse newyorského hotelu Roosevelt, patřícího Englanderovi, a poutá pozornost davů na ulici hluboko pod ním. Když k němu dorazí policie, vyžádá si jako vyjednavačku policejní psycholožku Lydii Mercerovou (Elizabeth Banksová). Ta se ho snaží odradit od skoku, ale jak čas ubíhá, postupně odhaluje, že mu jde o něco úplně jiného.
Nick Cassidy se snaží získat pozornost veřejnosti a médií, aby dokázal svou nevinu. A také aby odpoutal pozornost policie od svého bratra Joeyho (Jamie Bell). Ten se v té době spolu se svou přítelkyní Angie (Génesis Rodríguezová) snaží vloupat v protější budově do Englanderova přísně střeženého trezoru, aby tam našel údajně dávno zcizený diamant, a tím dokázal Nickovu nevinu. 
Vyjednavačka Mercerová odhaluje, že Cassidy kdysi spolupracoval s policejní inspekcí na případu zkorumpovaného policejního důstojníka Joea Walkera, s nímž byli do špinavých Englanderových obchodů zapleteni ještě dva další: Nickův někdejší parťák Mike Ackerman (Anthony Mackie) a Dante Marcus (Titus Welliver), který právě nyní velí policejnímu zásahu dole na ulici.
Joeymu se sice podaří diamant získat, ale Marcus zatím pošle na římsu za Nickem zásahové komando. Pečlivě připravený plán se hroutí, Marcus s Englanderem dopadnou oba bratry a získají diamant zpět. Ackerman přecijen projeví své lepší já, když někdejšímu parťákovi v rozhodujícím okamžiku pomůže a s pomocí vyjednavačky Mercerové definitivně zastaví Marcuse, ale Englander s diamantem utíká. Nick nakonec přecijen skočí ze střechy do připravené záchranné plachty, Englandera dostihne právě včas a před kamerami reportérů odhalí diamant jako důkaz své neviny.

## Postavy a obsazení
Hlavní postavy v řazení podle závěrečných titulků:
| Sam Worthington      | Nick Cassidy, bývalý policista, uprchlý trestanec a „muž na římse“ |
| Elizabeth Banksová   | Lydia Mercerová, policejní vyjednavačka                            |
| Jamie Bell           | Joey Cassidy, Nickův mladší bratr                                  |
| Anthony Mackie       | Mike Ackerman, Nickův někdejší policejní parťák                    |
| Ed Burns             | Jack Dougherty, detektiv newyorské policie vedoucí vyjednávání     |
| Titus Welliver       | Dante Marcus, detektiv newyorské policie řídící zásah na ulici     |
| Génesis Rodríguezová | Angie, Joeyho přítelkyně                                           |
| Kyra Sedgwicková     | Suzie Moralesová, televizní reportérka                             |
| Ed Harris            | David Englander, podnikatel v nemovitostech                        |

## Ocenění
Génesis Rodríguezová byla za ztvárnění své postavy nominována na cenu ALMA v kategorii filmových hereček ve vedlejší roli.